# Чекаль Олексій Георгійович
Олексі́й Георгійович Че́каль  (нар. 28 червня 1973, м. Слов'янськ) — російсько-український каліграф та мистецтвознавець, дизайнер, художній керівник студії графічного дизайну PanicDesign. Випускник Харківській академії дизайну і мистецтв, кафедри реставрації та експертизи творів мистецтва. 
Працює у сфері книжкового, виставкового та плакатного дизайну, дизайну на релігійну тематику. Автор численних рекламних матеріалів, виставкових експозицій, книжкових оформлень, логотипів та проєктів з комерційної стилістики. Створює графічні стилі для Церков та Храмів, розробляє проєкти, пов'язані із написами в сакральному мистецтві та в храмовому просторі.
Проводить семінари і майстер-класи з каліграфії, дизайну та історії розвитку писемності. Учасник, куратор та організатор численних виставок у Європі, Україні та Росії, організатор та учасник фестивалів художніх мистецтв та перформансів. Інтереси як історика мистецтва зосереджені на ранньохристиянському мистецтві Візантії, Близького Сходу, Європи, а також пов'язані з історією шрифту та книжкових рукописних традицій. 

Є автором виставкових проєктів, книжкових оформлень присвячених історії переслідувань Російської Православної Церкви після Жовтневого перевороту та культурній і духовній спадщині російського зарубіжжя XX століття. Після російського вторгнення в Україну (2022) концентрується на створенні дизайнерських графічних доробок для Православної Церкви України, сил оборони та волонтерського руху.

Олексій Чекаль, Емблема Православної Церкви України, 2019

Своїм найбільш важливим досягненням вважає створення художнього стилю (графічного образу та шрифтів) для Православної Церкви України (2019), зокрема знаменитого «хреста ПЦУ», та об’єднавчого собору ПЦУ. Також в портфоліо дизайнера є проєкти розпису храмів для Російської Православної Церкви (2014—2016), і розпис у храмі Великомученика Пантелеймона (Нижній Новгород, Росія) він називає своїм найважчим досвідом аскетичної праці. Має дизайнерські роботи для Греко-католицької й Римо-католицької Церков. Створив графічний стиль до 100 річчя Харківської державної академії дизайну і мистецтв (ХДАДМ) та оновив дизайн Вісника ХДАДМ. Автор шрифту «ХУДПРОМ», який застосовується на новому сайті ХДАДМ. 
Аспірант (2006, 2024) ХДАДМ. Член асоціації дизайнерів-графіків «4БЛОК», учасник московської творчої співдружності «Артос» (2013, Росія) та член редакційної ради альманаху «Дари» (2015, Росія), учасник Гільдії Храмоздателів (2014, Росія),  запрошений викладач каліграфії у Російській Академії Мистецтв у Флоренції (2017, Італія). Науковий співробітник Музею книги і друкарства України, кандидат у члени-кореспонденти Національної академії мистецтв України (2024).
Публікації, присвячені творчості О. Чекаля, належать переважно до корпусу артжурналістики і фіксують конкретні події, у яких брав участь художник.

## Життєпис
Олексій Чекаль народився 1973 р. в м. Слов’янськ Донецької області. Початкову художню освіту отримував у Києві, у спеціалізованій Республіканській середній художній школі імені Т. Г. Шевченка (РХСШ). Після аварії на Чорнобильській АЕС (1986 р.), родина Чекалей переїхала на схід України і першим прихистком стали приміщення на території санаторію «Святі гори». Художнє навчання продовжив в Харківському художньому училищі (1989–1994). Серед викладачів Чекалю найбільше запам’яталися Михайло Сердюк, Юрій Киянський, Анатолій Луценко. З особливою вдячністю художник згадує Володимира Старікова, який навчив аналізувати форму, розуміти принципи формоутворення. Харизма Володимира Старікова захоплювали учнів, а роботи як художника книги певною мірою підштовхнули Олексія зробити паралельно другу дипломну роботу – проєкт графічного рішення книжки Хуана Рамона Хіменеса «Платеро і я».
Чекаль планував продовжити навчання в Харківській академії дизайну і мистецтв (ХДАДМ) за спеціалізацією «станкова графіка», але, за результатами попереднього відбору, вступив до новоствореної кафедри реставрації живопису за спеціальністю «реставрація та консервація творів мистецтв» (1994). Самостійно вивчав цифрові технології та у 2000 р. став працювати графічним дизайнером студії PanicDesign, одночасно завершуючи диплом з реставрації живопису. Після завершення навчання у 2000 році, вступив (вперше) до аспірантури ХДАДМ.
Подорож до Сирії у 2005 р., разом з художником–реставратором Всеросійського художнього науково-реставраційного центру ім. академіка Грабаря (Москва, Росія) Адольфом Овчинніковим (1931–2021), суттєво змінила погляд митця на власну діяльність, він зрозумів, що «час повертатися до сенсів, а не сидіти в буклетах і візитівках». Спілкування з відомим російським художником–реставратором і дослідником християнського мистецтва значно вплинуло на тодішнього аспіранта Харківської державної академії дизайну і мистецтв, який вивчав написи в реставрації іконопису. Чекаль поринув у світ близькосхідної культури і навіть змінив ракурс своїх досліджень у бік ранньохристиянської палеографії та ікони на Близькому Сході в контексті взаємоіснування образів та написів у сакральному та поховальному мистецтві. Три роки поспіль брав участь у роботі літньої школи семітських мов при Острозькій академії, де вивчав арабську, сирійську та арамейську мови. Так започатковується східний напрям у його наукових і творчих пошуках. Східна каліграфія, як питоме джерело різноманітних форм, надалі будуть використовуватися митцем і в каліграфічних композиціях, і в дизайнерських проєктах. Напрацювання у сфері близькосхідних систем писемності Олексій демонстрував на різноманітних майстер-класах. У процесі тривалих творчо–дослідницьких робіт у галузі орієнталістики Олексій Чекаль виконав декілька проєктів на замовлення наукових і видавничих установ. Серед цих проєктів – стиль літньої сходознавчої школи у Франції, логотип для одного з найвідоміших сходознавчих видавництв Publishing House Gorgias Press, дизайн для виставки Джорджіо Буччелатті в Італії на «Rimini Meeting» за матеріалами археологічних розкопок давнього міста хуритів Уркеш.
Дослідження у галузі каліграфії також приводять Чекаля до Г. Сковороди, до вивчення його рукописної спадщини, за якою і питоме джерело для вивчення національних традицій писемності, і особистість самого філософа. До творчості видатного українського філософа Григорія Сковороди Олексій Чекаль звертається з різних приводів і осмислює її на різних рівнях. Це насамперед серія розробок для проєкту «Духовна зброя Сковороди» . У межах цього проєкту митець розпочав проєктування шрифту «Сковорода» (завершенню завадило припинення проєкту); розробив плакати, провів каліграфічний перформанс із написанням афоризмів філософа.
Інтерес до шрифтів та каліграфії підтримувався і трієнале екологічного плакату «4-й Блок», організаторами якого впродовж десятиліть виступають викладачі ХДАДМ Олег Векленко та Володимир Лесняк. Починаючи з 2008 року, Чекаль був учасником каліграфічних виставок на Росії, а після організації проведення фестивалів Свято кирилиці у 2006—2009 рр. — повністю занурився у світ каліграфії. Заснував школу каліграфії у Харкові (2012). Зануренню в царину шрифтового мистецтва у контексті оформлення української книги сприяла й багаторічна плідна співпраця з харківським видавцем Олександром Савчуком, яка триває й понині. 
У межах українських фестивалів–зустрічей Свято Кирилиці (Харків), Рутенія (Київ), Простір Літер (Луцьк) відбувався творчий обмін між каліграфами різних країн та поколінь і дискусії, налагоджувалися творчі зв’язки. Участь в фестивалях сформувало серед українських митців декілька напрямів у пошуках національної ідентичності та прагненні повернути українській мові її український образ. У  дискусіях загартувався інтерес до відмінних, притаманних саме українській традиції, формах писемності: до козацького скоропису, не схожих на російські варіанти форми окремих літер, барокової квітучості, несподіваності, розкутості.  
Наприклад, видатний художник–графік, завідувач кафедри графічного дизайну Київської державної академії декоративно-прикладного мистецтва і дизайну імені Михайла Бойчука, професор Василь Чебаник обстоював розробку української кириличної абетки з виразним національно ідентифікованим образом на основі допетровської кирилиці, з урахуванням сучасної європейської пластики. На його думку, Петро I, провівши шрифтову реформу, спаплюжив оригінальні українські форми літер, замінивши їх формами голландської антикви, що порушило візуальну логіку української шрифтової культури. Чебаник пропонує відмовитися від російського «гражданського шрифта», повернутися до окремих допетровських форм літер (графем) української абетки, відновити у такий спосіб тяглість історії. Створений В. Чебаником шрифт «Рутенія» став імпульсом для молодого покоління українських графіків іти далі, розвивати та не боятися змін.
Чекаль принципово стає на позиції творчого та непримусового розвитку української кирилиці, без догми та заборон. Його шлях — через емпатію до будь-якого замовника і проєкту, використовувати різні підходи та форми в типографіці, аби найкраще виразити ідею, знайти відповідність зовнішньої форми внутрішньому сенсу. Звідси і його невгамовний інтерес до різноманітних стилів, писемних систем, історичних зразків, якими він послуговується у своїй роботі.  Як розповідає Чекаль, це призвело до того, що в його портфоліо дизайнера з'явився цілий спектр робіт: від оформлення виставок про сталінські репресії та історії єврейської Пасхи до проектування церков і каліграфії; від дизайну татуювань грецькими та сирійськими логотипами та історичних прикрас для конференцій в Оксфорді (Велика Британія) до дизайну ювелірних виробів в Італії та арабської каліграфії для книг про мусульманську культуру.
 

Викладання у ХДАДМ (2006–2013) та Британській вищій школі дизайну (2011–2014) (Москва, Росія) змусили залишити роботу з організації фестивалю: навчальний процес поглинав багато часу. Олексій Чекаль викладав шрифт, типографіку, каліграфію. Також, в різні роки він викладав у Празькій школі дизайна (рос.) (Прага, Чехія) та Російській Академії Мистецтв у Флоренції (eng. Russian Academy of Art S.R.L.) (з 2015). 
В життєписі Олексія Чекаля у 2005–2023 роках присутні два взаємопов'язаних, потужних періоди творчої, комерційної  та культурологічної діяльності — загальноєвропейський, переважно італійській періоди та російський.
У 2008р. Чекаль представляв свої роботи з каліграфії на I, II Міжнародній виставці каліграфії (Санкт-Петербург) та 2009 (Москва). Твори зберігаються у Музеї світової каліграфії (Москва). Загалом, у 2008–2023 рр. Олексій Чекаль був учасником художніх та каліграфічних подій, куратором та дизайнером численних виставкових робіт по збереженню культурної та духовної спадщини російського Зарубіжжя та розвитку сучасного сакрального мистецтва в Росії. Це так звані «російські виставки» в Ріміні (Італія) фонду «Християнська Росія», виставки про гоніння на Російську православну церкву (проходили в Росії та Європі), проєкти Московської співдружності християнських художників «Артос», архітектурні проєкти Гільдії Храмоздателів (м. Москва) з розпису храмів РПЦ в містах Росії, мистецькі російсько-українські перформанси в Італії та пов'язані видавничі роботи. Також дизайнер проводив численні майстер-класи, займався викладацькою діяльністю у російських приватних школах та приймав участь у мистецьких заходах.
Заява ініціативної групи мережі Відкритого Православ'я (23 серпня 2018 р., м. Київ) про підтримку Томосу для ПЦУ розпочинає окремий напрям діяльності Чекаля — проєкти для українських релігійних громад і конфесій.
Дизайнером розроблені стиль до Об’єднавчого Собору ПЦУ (2018), символіка та шрифт для Православної Церкви України. Серед останніх робіт фахівці виділяють графічний образ для святкування 950-річчя Успенського собору Києво-Печерської лаври, де декілька старовинних літер відсилають глядача до часів Київської Русі, а додані хвацькі вензелі нагадують про скоропис та козацьку державу.
Паралельно з багаторічним досвідом роботи з традиційно-історичним графічним матеріалом Чекаль успішно працює і з дизайнерськими розробками, що репрезентують сучасні тренди, наприклад, участь у колективному проєкті «Design for Ukraine» для Київського тижня дизайну (Kyiv Design Week) у Цюріху та Києві.
У 2022 р. повторно склав іспити до денної форми навчання аспірантури ХДАДМ за спеціальністю «Дизайн», є провідним науковим співробітником Музею книги і друкарства України. 
Чекаль розробив графічні елементи фірмового стилю, дизайн та шрифт Hudprom для поточного числа наукової збірки «ХУДПРОМ: Український журнал з мистецтва і дизайну» і для нового сайту ХДАДМ. Ці розробки яскраво і виразно ідентифікуються як саме харківський продукт. Експерименти з різними стилями, матеріалами, формами дозволяють художнику вирішувати різноманітні задачі й відтак сприяти поширенню шрифтової культури у громадському просторі. Сьогодні саме Олексій Чекаль є «обличчям» харківського шрифтового дизайну, і саме він унаочнив у шрифті бренд харківської художньо-дизайнерської школи.

## Теми мистецтвознавчих досліджень та творчих проєктів

### Візантиністика
До кола мистецтвознавчих інтересів Олексія Чекаля входять історія Візантії та її культури, Київської Русі, античної та візантійської археології. Перші історико-культурологічні статті Чекаля з візантиністики вийшли у 2005-06 роках,  в співавторстві з істориком-візаєнтологом Андрієм Домановським. Вже пізніше, Чекаль зазначає, що важливо не тільки вивчати, але й застосовувати знання на практиці: історія Візантії допомогла йому під час робіт для церков.
На початок 21 ст. у межах Харківського національного університету імені В. В. Каразіна (кафедри історії стародавнього світу та середніх віків) і, ширше, у Харкові сформувалась самостійна регіональна наукова візантиністична школа та осередок, об'єднаний різнобічними вертикальними та горизонтальними зв'язками різного типу. У співпраці з Харківською та Богодухівською митрополією УПЦ МП щорічно з 2012 р. публікується часопис «Нартекс. Byzantina Ukrainensia». Вагомою є робота організованого кафедрою історії стародавнього світу та середніх віків під керівництвом С. Б. Сорочана та Харківською духовною семінарією (настоятель архімандрит о. Володимир (В. В. Швець), на базі Свято-Пантелеїмонівського храму м. Харкова (Харківська єпархія УПЦ Московського Патріархату), елліно-візантійського лекторія «Візантійська мозаїка». У лекторії щомісяця проводяться науково-популярні лекції з проблем візантійської історії та культури, християнського богослов'я. Результатом роботи лекторія є видання збірок публічних лекцій «Византийская мозаика».
У межах цих проєктів, Чекаль взяв участь у перекладі «Оксфордское руководство по византинистике» та читав лекції у 2012-16рр.(рос.).
У щорічні збірки лекторію «Візантійська мозаїка» увійшли наступні лекції Чекаля:
- Іконографія та агіографія святого Іллі Хомського (III ст.); Мозаїчні технології та матеріали в елліністичному та ранньохристиянському мистецтві на Близькому Сході [2012]
- Ікона Божої Матері «Одигітрія» XIII ст. з Пізанського кафедрального собору або сліди Візантії у північній Італії; Моравська драма та місія солунських братів у контексті пластичних та каліграфічних особливостей допетровської кирилиці; Візантійська палеографія з погляду каліграфа [2013]
- Релігійний світ Пальміри чи ікона до ікони у сирійській пустелі; Сакральне та похоронне мистецтво Пальміри та Дура-Європос у контексті епіграфічних написів [2014]
- Іконографія Євангелістів Софії Київської та каліграфічна культура Візантії (рос.) [2016],[52][53], відео ч.1, ч.2

### «Мандрівний каліграф»
Коли Олексій вирішив не працювати в офісі й звільнився від студійних зобов'язань, у нього поступово сформувався світогляд, близький до світогляду українського філософа Григорія Сковороди про ідею довгого шляху, в якому: «Світ намагався зловити мене, але не спіймав». Олексій Чекаль називає себе каліграфом-мандрівником. А своїм найважчим проєктом називає розпис у храмі Великомученика Пантелеймона (Нижній Новгород, Росія), коли без ескізу він написав понад 10 тисяч слів за 10 днів. Саме тоді він здобув досвід аскетичної праці.
| | Я подорожую по різних країнах і знаходжу друзів, проекти і замовлення. Одного разу я навіть написав у графі свого робочого місця «Мандрівний каліграф». Мені подобається стан руху. Це перестало бути рутиною і перетворилося на постійне творче застілля, яке мені цікаво і не обтяжує.Оригінальний текст (англ.) I travel to different countries and find friends, projects, and orders. I even wrote “Traveling Calligrapher” in the column of my workplace once. I like the state of motion. It stopped being routine and turned into a constant creative feast, which is interesting to me and does not weigh me down. |
| — Gracen-Farrell, Marina (June 2022). Oleksiy Chekal, the Multilingual Calligraphic Artist of Ukraine, [Iнтерв'ю, en.] | |

### Італійський період Чекаля

#### Фонд «Християнська Росія» (Італія)
Католицька організація «Християнська Росія» (іт.: Russia Cristiana) (Серіате, Італія) виникла у 1957 р. з ініціативи католицького священика о. Романо Скальфі(12/10/1923 — 25/12/2016). «Християнська Росія» створена з метою сприяння та поширення богословських, літургійних і мистецьких студій і досліджень країн Східної Європи та, зокрема, Росії. Резиденції Фонду «Християнська Росія» —  в Серіате (Італія), на віллі Амбівері.
Фонд доклав чимало зусиль для поширення на Заході знань про традиції Російської Православної Церкви. О. Романо Скальфі заохочував екуменічний діалог через реальний життєвий досвід, а у своєму духовному заповіті Падре Романо закликав любити Росію, незважаючи ні на що.
Протягом багатьох років «Християнська Росія» організувалася відповідно до різних сфер, у яких вона працювала. Конференції, виставки, навчання, культурна та наукова діяльності (з 1992р.) — здійснювались у Фонді «Християнська Росія» (іт.: Fondazione Russia Cristiana E.T.S.). З 1997 року, у співпраці з академічними установами та європейськими університетами, державними органами, відомими авторитетами в галузі культури, відбуваються щорічні конференції, котрі досліджують історичні та культурні явища та події, які раніше залишалися поза увагою, і забезпечити спілкування, на якому перспективи відносин «Захід і Схід» можна озвучити. Публікація книг, текстів про літературну, релігійну, філософську та художню традицію Росії та Східної Європи реалізується у видавництві «Дом Матрьони» (it.: La Casa di Matriona)(з 1975р.). Також щороку виходить календарна книга (італійською, німецькою та російською мовами) з репродукціями найбільших шедеврів візантійського та російського живопису.
- Олексія Чекаля та Романо Скальфі поєднувало багаторічне спілкування, дизайнер з сім'єю гостював у резиденції Фонду «Християнська Росія» в Серіате (Італія) та приймав участь в численних подіях Фонду в галузі богослов'я образу, іконопочитання та богослов'я зустрічі у досвіді російського зарубіжжя. Після смерті засновника  Фонду у 2016-му році, Чекаль зробив дизайн шрифтів  на надгробку о. Романо.[67]

##### Школа російської іконографії Серіате (Італія)
У резиденції Фонду «Християнська Росія» в Серіате (Італія), на віллі Амбівері, розміщувалась перша (за часом створення) школа іконописання в Італії в російських іконографічних традиціях — «Школа Серіате» (італ. Scuola di Seriate). Вона була створена у 1978 році при центрі «Християнська Росія», а перша перша публічна виставка робіт відбулася 1982 року під час Мітингу в Ріміні (іт.: Meeting di Rimini).
Важливим етапом у розвитку школи була багаторічна співпраця з художником – реставратором Всеросійського художнього науково-реставраційного центру ім. академіка Грабаря (Москва, Росія) Адольфом Овчинніковим. Під його керівництвом у 1989 році у Ватикані пройшла виставка Школи, проходили курси та семінари з російської іконографії. Адольф Овчинніков, реставратор і майстер-іконописець, глибоко вплинув на історію розвитку Школи Серіате. Також Овчинніков розписав іконостас каплиці Преображення Господнього на віллі Амбівері, скопіювавши для цього малюнки ікон церкви святого Димитрія в Пскові.
- Подорож Чекаля до Сирії у 2005 році, разом з Адольфом Овчинніковим, значно вплинула на становлення молодого харківського аспіранта, як художника. Саме тоді Чекаль поринув у світ близькосхідної культури і навіть змінив ракурс своїх досліджень — з вивчення реставрації іконопису у бік ранньохристиянської палеографії.[22][75]

##### «Русские выставки» Фонду «Християнська Росія» на католицькому фестивалі Meeting Rimini в Італії.
Найбільший католицький фестиваль мирян — це «Зустріч за дружбу серед народів» (іт: Meeting per l'amicizia fra i popoli), більш відома як «Зустріч у Ріміні» (іт: Meeting di Rimini, eng: Meeting Rimini). Він започаткований з 1980 року членами католицького руху «Сопричасття та визволення» (іт: Comunione e Liberazione , часто скорочено до CL). Відбувається щороку, протягом тижня в другій половині серпня в м. Ріміні, Італія. Тижневий фестиваль включає бесіди, дебати, майстер-класи, виставки, спортивні, музичні та літературні заходи та інші сесії. Під час заходу задіяно приблизно 3000 волонтерів, переважно студентів університетів, які опікуються організацією, оформленням стендів і виставок, прийомом публіки. Кожного року Зустріч присвячена темі, яка вибрана так, щоб надихнути на відкриті роздуми та діалог. Це важлива подія у внутрішній політиці Італії, яка залучає високопоставлених запрошених доповідачів і отримує помітне висвітлення в італійській пресі. Також рух «Сопричастя та визволення» регулярно беруть участь в інших місцевих культурних ініціативах. Серед інших, менш повторюваних подій, натхненних «Зустріч у Ріміні», є і «Лондонська зустріч» (анг.: The London Encounter).
Вже багато років «Meeting Rimini» не обходиться без російських тем і російських героїв. У 2005—2011 роках ними ставали письменники Достоєвський та Солженіцин, свящ. Павло Флоренський, піаністка Марія Юдіна, поет Борис Пастернак. Більшість «російських виставок» та подій організовано за ініціативи Фонду «Християнська Росія» та його засновника  Романо Скальфі.
- У 2013, 2015 та 2019 роках, в рамках фестивалю «Зустріч у Ріміні», Чекаль зробив дизайн експозицій для виставок про гоніння на Російську православну церкву, російських сповідників та новомучеників(інші мови).

##### Інші події в Італії, роботи для католицької Церкви, участь в перформансах та викладацька діяльність
- Каліграфічна виставка у Флоренції 29.03.2015 / Букви-Звуки / Каліграфія та психоделічна музика / Олексій Чекаль
- Дизайн шрифту для базиліки Сан–Зено (Верона, Італія).

### Російський період Чекаля
У 2008–2023 рр. Олексій Чекаль був учасником художніх та каліграфічних подій, куратором та дизайнером численних виставкових робіт по збереженню культурної та духовної спадщини російського Зарубіжжя та розвитку сучасного сакрального мистецтва в Росії. Це так звані «російські виставки» в Ріміні (Італія) фонду «Християнська Росія», виставки про гоніння на Російську православну церкву (проходили в Росії та Європі), проєкти Московської співдружності християнських художників «Артос», архітектурні проєкти Гільдії Храмоздателів (м. Москва), мистецькі перформанси в Італії та пов'язані видавничі роботи. Також дизайнер проводив численні майстер-класи, займався викладацькою діяльністю у російських приватних школах та приймав участь у мистецьких заходах. 

#### Педагогічна діяльність
У цей період Чекаль проводить короткочасні курси у закордонних російських закладах — Британській вищій школі дизайну (2011–2014) (Москва, Росія), Празькій школі дизайна (Прага, Чехія) та Російській Академії Мистецтв у Флоренції (Італія).
- «Британська вища школа дизайну» (Москва) — приватна освітня установа вищої та додаткової освіти у сфері мистецтва, дизайну, бізнесу та маркетингу, створена у 2003 році у Москві.[81][27]
- «Празька школа дизайну» (Прага, Чехія) — освітній проект, заснований у 2010 році Валентиною Удінцевою, Сергієм Сєровим, Петром Банковим та пов'язаними інституціями та відомими дизайнерськими проектами, такими як Московська міжнародна бієнале графічного дизайну «Золота бджола», Вища академічна школа графічного дизайну (ВАШГД), часопис з графічного дизайну "Як", "Російська школа дизайну" та Академія графічного дизайну (Москва). Робоча мова «Празької школи дизайну» – російська. Унікальна особливість «Празької школи дизайну» — зв'язок навчального процесу з дизайнерськими подіями.[28]

- «Російська Академія Мистецтв у Флоренції» (Італія) (eng. Russian Academy of Art S.R.L.(інші мови))[32] — приватна установа, заснована у 2009 році у Флоренції, столиці регіону Тоскана директором Надією Молуговою.[33][34]  [Місто Флоренція відома своїм художнім навчальним закладом і музеєм, заснованими у 1561 року — першою в Європі і в світі Флорентійською академієї мистецтв (італ. Accademia di belle arti di Firenze). Саме її називають «класичною»]. Приватна школа «Російська Академія Мистецтв у Флоренції» пропонує річні та короткочасні курси в традиціях академічної російської школи живопису. Заснована росіянами, вона декілька раз змінювала публічну назву: рос.:«Российская Международная Академия Искусств», «Російська Академія Мистецтв» (eng. Russian Academy of Art), «Флорентійська Академія Російського мистецтва», «Флорентійська класична академія мистецтв» та інші. На 2025 рік використовується назва англійською мовою: «Florence Classical Arts Academy» (скорочено FCCA)[82].

Олексій Чекаль є запрошеним лектором в Російській Академії Мистецтв, створив каліграфічний напис для веб-сторінки академії. В інтерв'ю Чекаль називає себе «професором Флорентійської академії мистецтв», а журналісти та колеги іноді некоректно використовують назву «професор Флорентійської класичної академії мистецтв».

#### Проєкти творчої співдружності «Артос»
У 2013 р. Олексій Чекаль став учасником Московської співдружності християнських художників «Артос», котра проводить фестивалі і виставки сучасного християнського мистецтва. У центрі уваги співдружності — розвиток сучасного церковного мистецтва (як літургійного, так і позалітургійного), а також дослідження в галузі богослов'я образу, іконопочитання та богослов'я комунікації.
Дизайнером була зроблена більша частина оформлень для численних виставок, плакатів, книг та часописів товариства та його партнерів у 2013–2020 рр.
Московське товариство християнських художників «Артос» засноване в 2013 році для просування сучасного християнського мистецтва та культури.
В серпні 2013, в подорожі на Сицилії, група християнських митців, до котрої входив і Чекаль, запланувала проведення у Москві Різдвяної виставки-фестивалю сучасної християнської культури. Як результат, на початку грудня фестиваль було відкрито його першим заходом — виставкою Олексія Чекаля у культурному центрі «Покровські ворота». На цій виставці було представлено сім рядків із IV еклоги Віргілія. У ті ж дні Олексій провів майстер-клас із «сакрального дизайну». 
22 грудня 2013, у музеї архітектури імені О. В. Щусєва (Москва, Росія), розпочалась головна подія фестивалю — виставка сучасного мистецтва «Дари», присвячена Різдву Христову. У різних техніках — від традиційного іконопису до інсталяцій із синтетичних матеріалів — сучасні художники осмислювали християнські цінності. Логотип та дизайн виставки розробив Чекаль.

##### Альманах «Дари» (м. Москва, Росія)
Співорганізатори та куратори фестивалю «Дари–2013/14» ухвалили рішення (замість каталогу виставки) видавати новий альманах  про сучасну християнську культуру, який називатиметься так само — «Дари». 
До Редакційної ради альманаху увійшли: Сергій Чапнін, мистецтвознавиця Ірина Язикова , прот. Олексій Умінський, художник Сергій Некрасов (Росія), філософ-богослов Олександр Філоненко, каліграф Олексій Чекаль (Харків, Україна) та Адріано Дель'Аста (італ. Adriano Dell'Asta — філософ, професор російської літератури і доцент Католицького Університету Брешія, Мілан, Італія, Директор Італійського інституту культури при Італійському посольстві в Москві).
Сергій Чапнін, відповідальний редактор «Журналу Московської Патріархії», газети «Церковний вісник» та часопису «Храмоздатель» став Головним редактором альманаху, а випускаючим редактором — Ірина Язикова,  мистецтвознавиця, завідувач кафедри християнської культури Біблійно-богословського інституту св. апостола Андрія (м. Москва), викладає в духовних семінаріях Росії. Партнерами альманаху стали: (рос.) Гильдия Храмоздателей та часопис «Храмоздатель», портал «Православие и мир». 
Дизайн обкладинок часопису для усіх випусків протягом 2015–2020рр. зробив Олексій Чекаль. Для останнього, шостого випуску у вересні 2020р., дизайнер обрав фрагмент роботи «У стен Лавры» (рос.) українського художника Юрія Химича,  котра відсилає до одного із центральних матеріалів номера — есе Бориса Сорокіна «Побачити Росію без радянських шат». «Цією публікацією ми хочемо привернути увагу до незаслужено забутого художника»,— відзначив Сергій Чапнін на презентації випуску.
26 лютого 2020р. відбулася презентація альманах «Дари» у Києві , яку провів головний редактор видання Сергій Чапнін. Організатори зустрічі Національна спілка іконописців України та Міжприходський молодіжний центр.
Загалом, на думку рецензента Viktor Barashkov (дослідження 2020р.), видання «Дари» було малопопулярне, навіть серед фахівців-дослідників — з причин невисокого тиражу і обмеженого кола місць поширення . Також, альманах не був включений до жодної системи цитування (бібліографічних баз: РІНЦ, ВАК, Scopus та ін.), на сайті не представлені вимоги до оформлення статей, правила їх рецензування та відбору.

##### Дизайн для виставок співдружності «Артос» в Росії та Білорусі у 2013-2019 рр.
Значна частина плакатів виставок, котрі проводила співдружність «Артос» з 2013 року, зроблена Чекалем: 
- «Семь строк из IV эклоги Виргилия». Каллиграфия Алексея Чекаля  (Москва, 2013);
- «Дары». Выставка современного христианского искусства (Москва, 2013—2014);
- «Современные иконописцы России» (Москва, 2015—2016);

- «Светолитие» (Александровская слобода, (Владимирська область, Росія), 2015);
- «Нежная кисть»  (Москва-Пермь, 2016—2017);
- выставочный проект «Святые неразделенной Церкви» (Москва, 2017 (предпоказ); Минск, 2017—2018; Новый Валаам, 2019—2020). — Сентябрь  — ноябрь 2017 — разработка выставочного дизайна, формирование экспозиции, подготовка каталога. [96][3][97] Меморандум по итогам выставки «Святые неразделенной Церкви»[98]

Головний фотопроект співдружності «Артос» 2015 року - це серія з 12 портретів священників РПЦ та їх котів, що отримала назву «Поп + кіт» і видана як настінний календар.
Для квітневого випуску 2015 р. часопису «Журнал Московской Патриархии» Чекаль зробив обкладинку. В цьому випуску опубліковано відомий програмний виступ Патріарха Кирила на Калінінградському форумі світового російського Народного Собору на тему «Рубежі російської державності: глобальні виклики, регіональні відповіді». Кирило назвав Росію не просто не просто державою зі своїми кордонами, законами та установами. Це — країна-цивілізація, чиї межі, місія та сенс буття визначаються духовними цінностями, ідеалами, історичними та культурними пам'ятками, святинями.

#### Проєкти Чекаля для партнерів Московської співдружності християнських художників «Артос»

##### 2015— оформлення перших книг московського видавництва Правмир (pravmir.ru)
Видавництво Правмир є проєктом одноіменного порталу «Православ'я та світ» (рос.«Православие и мир», www.pravmir.ru) — провідного російського мультимедійного порталу про православ'я та життя суспільства. Незалежне ЗМІ, що існує на власні кошти співробітників редакції, пожертвування читачів сайту та членів опікунської ради. Головою опікунської ради порталу є В.Р. Медінський (міністр культури РФ), а діяльність порталу особисто відзначалась патріархом Московським Кирило.
19 січня 2015 р. — перші чотири книги нового московського видавництва «Правмир» побачили світ. Їх складено на основі опублікованих на порталі «Правмир» текстів різних авторів, об'єднаних спільною темою про найголовніше  — життя і смерть, людину і Бога, щастя та випробування. Найкращі матеріали інтернет-порталу, відібрані за 10 років, тепер можна читати офлайн у вигляді авторських та тематичних збірок. Ці перші книги видавництва мають єдине концептуальне оформлення, їх легко впізнати за яскравими обкладинками, які виконав у єдиному оригінальному стилі дизайнер та каліграф Олексій Чекаль. Офіційна презентація видавництва відбулась у Москві 05.02.2015 р.

##### 2014—2016рр. Гільдія Храмоздателів. Каліграфія на стінах (розпис храмів) для РПЦ та УПЦ МП
Гільдія Храмоздателів – це російська професійна асоціація, що об'єднує фахівців та майстрів у галузі сакрального мистецтва: архітекторів, художників, мистецтвознавців та духовенство, які беруть участь у будівництві та прикрасі храмів.
У 2014—2016 рр., приєднавшись до колективу «Гільдії храмоздателів», Олексій Чекаль зробив декілька шрифтових проєктів для церков у співпраці з Андрієм Анісімовим — заслуженим архітектором Росії, відомим церковним архітектором, головою Гільдії Храмоздателів та засновником «Товариства реставраторів. Майстерні Андрія Анісімова» (м. Москва, Росія).  Також Чекаль, спільно з Анісімовим, розробив логотип Гільдії Храмоздателів у 2014 році.

###### 2014— Храм Стрітення Господнього у Свято-Даніловому монастирі РПЦ (м. Москва, Росія)
Керівник авторського колективу та автор проекту: Андрій Анісімов, внутрішнє оздоблення храму — каліграфія Олексій Чекаль.

###### 2016— Свято-Пантелеїмонівський храм РПЦ (м. Нижній Новгород, Росія)
Замовник: «Нижегородська Єпархія(РПЦ)». Автор, керівник авторського колективу: Анісімов А. А. Шрифтові композиції: Олексій Чекаль.
Храмовий комплекс складається з двох храмів, побудованих у стилях кінця XIX–початку ХХ ст. Перший з них, Соборний храм великомученика і цілителя Пантелеїмона, зведено у неороссійському стилі з елементами псковсько-новгородської архітектури у формі базиліки. Чекаль розробив проєкт шрифту для різьблення по каменю (для периметру храму) та виконав шрифтові роботи на стінах у нефі (написав тексти тропарів і кондаків навколо ікони св. Сергія Радонезького) та написав літургійні молитви у вівтарі храму. Написи Олексія Чекаля одразу привертають увагу на тлі білих стіни у поєднанні з деревом та каменем оздоблення інтер'єру храму. На думку авторів, це демонструє аскетизм церков перших століть християнства. Написи з приблизно 5000 літер були зроблені Чекалем без ескізів, нашвидкоруч, за 10 днів липня 2015 р..

###### Відзнаки проєкту Свято–Пантелеїмонівського храму
- В березні 2015 р. у Центральному Будинку Архітектора(інші мови) (м. Москва, Росія) відбулася щорічна церемонія нагородження архітекторів за творчий внесок у створення якісної російської архітектури. Символічну «Золоту кельму» (рос., «Золотой мастерок»), Диплом та спеціальний випуск журналу «Будівельний експерт» отримали церковні архітектори — авторський колектив «Товариство реставраторів. Майстерні Андрія Анісімова». Кращими церковними об'єктами, побудованими на території Росії в 2015 році, експерти часопису визнали «Каплицю в ім'я Сергія і Германа Валаамських і всіх святих на Валаамі, що просіяли» та «Храм великомученика і цілителя Пантелеїмона з каплицею в ім'я Святого Праведного Іоанна Кронштадського» у Нижньому Новгороді.[112][113][114][115]

- В лютому 2016 р. розповідь про проектування та будівництво Свято–Пантелеїмонівського храму у Нижньому Новгороді було центральна темою п'ятого номеру альманаху про церковне мистецтво та архітектуру «Храмоздатель» (спеціалізований додаток до «Журналу Московської Патріархії(інші мови)», офіційного періодичного видання Російської Православної Церкви). На думку редакції альманаху, це найвдаліший реалізований проект 2015 року.

| | У храмі сміливо та гармонійно скомпоновані традиційні елементи православної архітектури. При цьому будівля не виглядає анахронічною, але є прикладом справді сучасного звучання стародавніх архітектурних форм. Базилікальна форма храму створює простір, у якому парафіяни почуваються учасниками літургії. Цьому значною мірою сприяє і оздоблення храму, вирішене художньо бездоганно та багато в чому оригінальне. Наприклад, поруч із іконами на стінах храму розміщені каліграфічні тексти (Символ віри, молитви) відомого дизайнера-каліграфа Олексія Чекаля. Тексти не лише прикрашають храмовий інтер'єр, а й нагадують про те, що святі отці порівнювали храм із книгою, розгорнутою у просторі.Оригінальний текст (рос.) В храме смело и гармонично скомпонованы традиционные элементы православного зодчества. При этом здание не выглядит анахроничным, но является примером подлинно современного звучания древних архитектурных форм. Базиликальная форма храма создает пространство, в котором прихожане чувствуют себя участниками литургии. Этому в немалой степени способствует и убранство храма, решенное художественно безупречно и во многом оригинально. Например, рядом с иконами на стенах храма помещены каллиграфические тексты (Символ веры, молитвы) известного дизайнера-каллиграфа Алексея Чекаля. Тексты не только украшают храмовый интерьер, но и напоминают о том, что святые отцы сравнивал храм с книгой, развернутой в пространстве. |
| — Ірина Язикова, Оглядова стаття п'ятого номеру альманаху «Храмоздатель», 03-02-2016, Церковний Вісник МП | |

###### 2016— Храм Тихвінської ікони Божої Матері РПЦ (м. Троїцьк, Росія)
Проєкт розпису алтарної частини храма. Розпис відбувався у червні 2016 р.

###### 2016— Десятинний монастир Різдва Пресвятої Богородиці УПЦ МП (РПЦвУ) (м. Київ)
Зі слів Чекаля, він познайомився з єпископом Обухівським Іоною (архієрей УПЦ МП) на конференції на Сицилії (Італія) влітку 2015 р. Ознайомившись з наданим єпископом РПЦвУ проєктом «відновлення Десятинної церкви» у Києві, Чекаль одразу включився в процес і написав текстові композиції на стінах чернечого корпусу Десятинного храму: молитву над келією настоятеля Десятинного монастиря та каліграфія над каміном у Десятинному монастирі.
Єпископ Іона (Черепанов Максим Олександрович) був учасником відомого скандалу, коли разом з митрополитами Онуфрієм та Антонієм (Паканичем) відмовився вставати на знак вшанування загиблих в АТО українських воїнів у Верховній Раді  08 травня 2015 року, що викликало обурення української громадськості. А скандальна історія спорудження «Десятинної церкви» («храму-кіоску» РПЦвУ в буферній зоні пам'яток ЮНЕСКО, де заборонене нове будівництво) почалася в 2006 році. Тоді на цьому місці було проведено богослужіння. Цій події передувало благословення митрополита Володимира архімандритові з російським громадянством Гедеону відслужити Пасхальне богослужіння на цьому місці. Для цього був встановлений храм-намет (скінія). Протести української громадськості проти зведення каплиці/церкви/монастиря почалися, ще коли біля музею історії церковники встановили намет у 2005 році. З того часу активісти неодноразово подавали до суду позови щодо незаконності встановлення спочатку намету, а потім і будівництва каплиці. Зрештою МАФ було знесено 17 травня 2024 року.

## Виставкова діяльність

### Кураторство та співорганізація виставок та фестивалів

#### (2006—2009) Фестиваль шрифту і каліграфії «Свято кирилиці»
Фестиваль шрифту та каліграфії «Свято кирилицi» проходив на базі ХДАДМ щорічно (з 2006)  23–25 травня напередодні Дня Слов'янської писемності. Організатори фестивалю — Володимир Лесняк, професор кафедри «Графічний дизайн» ХДАДМ, член-кореспондент НАМУ, член Національної спілки художників України і Олексій Чекаль, арт-директор дизайн-студії «Panic Design» (на той час — викладач кафедри «Графіка» ХДАДМ) віддавали належне засновникам кириличного алфавіту — святим Кирилу і Мефодію.
Ідея фестивалю — популяризація кириличної каліграфії та шрифтового дизайну, головний результат проєкту втілювався у можливості безпосереднього професійного спілкування в неформальній творчій обстановці, об'єднанні досвіду фахівців і енергії студентів, але головною рисою було зосередження фокусу уваги одночасно на традиціях і на сучасних трендах. Кілька років фестиваль «Свято кирилицi» проводився на високому рівні, з залученням відомих дизайнерів шрифту, які виступали з творчими семінарами, майстер-класами, презентаціями своїх творчих робіт та наукових видань. Серед робіт майстрів на виставці завжди була можливість побачити роботи студентів ХДАДМ. З 2010 р. фестиваль «Свято Кирилиці» у такому форматі більше не проводився.
17–21 вересня 2008 р. роботи за усі 3 роки проведення виставки «Свято Кирилиці» були представлені на міжнародній типографічній конференції АТурІ–2008 у Санкт-Петербурзі (Росія). Роботи зі «Свята кирилиці» відкривали загальну експозицію. У ці ж дні відбувалась I Міжнародна виставка каліграфії, де вперше приймав участь Чекаль.
У травні 2014 р. кафедра графічного дизайну ХДАДМ провела в стінах академії внутрішню виставку, присвячену просвітителям Кирилу та Мефодію, де студенти 1 і 2 курсів продемонстрували свої роботи з каліграфії та рисованого шрифту.
У травні 2022 р. на базі Львівської національної академії мистецтв (ЛНАМ) відбулося Свято Кирилиці у Львові. 24 травня на площі перед академію відбувся каліграфічний перформанс Олексія Чекаля і Наталі Ком'яхової. Відвідувачі мали нагоду попрацювати над шрифтовою роботою разом із майстрами української каліграфії та кожен бажаючий долучився до процесу творення. Також, на згадку про творців слов'янської писемності святих Кирила та Мефодія, каліграфи написали у вікнах галереї стародавню Глаголицю та Кирилицю. А 28 травня у галереї «Пори року ЛНАМ» відбулося відкриття виставки «Літери та сенси» Олексія Чекаля.

#### Кураторство виставок Музею Книги і друкарства України
2023, липень — Виставковий проект «Україна соборна. Юрій Химич»

### Виставковий дизайн

#### Виставки про гоніння на Російську православну церкву, російських сповідників та новомучеників XX століття.
В 2013—2023 роках Олексій Чекаль був автором численних виставкових проєктів та книжкових оформлень, присвячених історії переслідувань Російської Православної Церкви після Жовтневого перевороту, культурній та духовній спадщині російського зарубіжжя XX століття. Серед них великі виставкові експозиції для християнського форуму «Meeting Rimini» (Італія) 2013, 2015 та 2019 років, пересувні виставки в Європі та Росії на їх основі, та видавничі проєкти.
Ці проєкти, об'єднані ідеями філософської та християнської антропології, здійснювались у співпраці з італійським Фондом «Християнська Росія» (м. Серіате, Італія), українським філософом Олександром Філоненко, богословськими та культурологічними закладами Європи та Росії. Також ці проєкти мали підтримку вищих керівних органів РПЦ, зокрема, голова Відділу зовнішніх церковних зв'язків Московського патріархату митрополит Волоколамський Іларіон.
У документі «Про заходи щодо збереження пам'яті новомучеників, сповідників і всіх невинно від богоборців у роки гонінь постраждалих», прийнятому архієрейським собором РПЦ у 2011 році, є важливий пункт: «Подвиг новомучеників і сповідників свідчить про їхнє протистояння богоборству, а не державі як такій».
 

Також, в РПЦ є свято на честь святих РПЦ, які прийняли мученицьку кончину за Христа або зазнали гонінь після Жовтневої революції — Собор новомучеників і сповідників Церкви Російської (рос.: Собо́р новому́чеников и испове́дников Це́ркви Ру́сской) (до лютого 2013 року Собор новомучеників і сповідників Російських). На честь нових святих російських мучеників та сповідників, групою провідних іконописців Православного Свято-Тихоновського гуманітарного університету (ПСТГУ, м. Москва, Росія)  написано ікону Собору святих новомучеників та сповідників Російських. Саме ця ікона була центральним елементом виставки в Італії «Світло у темряві світить», організованою ПСТГУ та підготовленою Олексім Чекалем в серпні 2013 року.

##### Meeting Rimini–2013: виставка «LA LUCE SPLENDE NELLE TENEBRE»  [«Світло у темряві світить». Свідоцтво Російської Православної Церкви у роки радянських гонінь.]
18–24 серпня 2013 року в м. Ріміні (Італія), в рамках щорічного католицького фестивалю «Зустріч у Ріміні», відбулася виставка «Світло у темряві світить. Свідоцтво Російської Православної Церкви у роки радянських гонінь» (іт: «LA LUCE SPLENDE NELLE TENEBRE» la testimonianza della chiesa ortodossa russa negli anni della persecuzione sovietica), організована у співпраці між московським Православним Свято-Тихоновським гуманітарним університетом (ПСТГУ, м. Москва, Росія) та католицьким Фондом «Зустріч у Ріміні».
Пропозиція по концептуальному плану виставки 2013 року «LA LUCE SPLENDE NELLE TENEBRE [Світло в темряві світить]» була оголошена на презентації 11 березня 2013 року в ПСТГУ (м. Москва, Росія). Було вирішено, що виставка в Італії буде покладатися на досвід виставки «Подолання. Російська церква та радянська влада», котру у Москві, наприкінці 2012 року — на початку 2013 року, відвідало понад 7000 людей. Член оргкомітету виставки Олександр Філоненко, доцент кафедри теорії культури та філософії науки філософського факультету Харківського національного університету ім. В. М. Каразіна, надав концептуальні пропозиції щодо загального плану виставки ПСТГУ на майбутньому «Мітингу в Ріміні».
Олексій Чекаль підготував архітектурно-просторове рішення та дизайн виставки:
1000 кв. метрів виставкового простору було поділено на 8 залів, що розповідають про історичну Голгофу народу. Зали занурені у темряву і точково освітлені лише стенди, присвячені моторошним подіям ХХ століття. У кожному залі був величезний білий напис на підлозі, що говорить про тему зали. Слова було підібрано так, щоб їх можна було топтати: терор, гоніння, ГУЛАГ тощо. Для зображення написів було використано шрифт ZionTrain авторства українського дизайнера Андрія Шевченко.
- Перший зал присвячений початку більшовицьких гонінь, знищенню Російської Імперії, долі Імператора Миколи II та членів його сім'ї.
- У другому відвідувачі знайомилися з обставинами Помісного Собору 1918 року та життям святого патріарха Тихона.
- Третій та четвертий зали присвячені «торжеству» войовничого секуляризму 20 — 30-х рр., знищенню храмів, а також соловецьким в'язням.
- П'ятий та шостий зали описують найкривавіший період гонінь 1936—1937 рр.., виникнення ГУЛАГу та розстріли на Бутівському полігоні, а також життя церковних громад в умовах терору.
- Сьомий зал присвячений періоду від знакової зустрічі Сталіна з церковними ієрархами 1943 до кінця хрущовських гонінь.
- Восьмий зал присвячений святкуванню 1000-річчя Хрещення Русі та початку відродження церковного життя в Росії. Ця частина виставки символізувала воцерковлений світ із прозорою каплицею посередині та вівтарем. До світлого 8-гранника примикали стіни з фотографіями та життєписами новомучеників(інші мови), і перебуваючи поряд з ними можна було заглянути у вікна, в які було видно світло та вівтар каплиці.

Зі слів Чекаля, він намагався передати ідею світла і живої Церкви, через організацію простору та вікна — вузький шлях до Царства Божого, яким пройшли мученики та сповідники. А тема виставки для нього стала дуже важливою:
| | Це спроба прожити трагедію та випробування, які лягли на плечі наших співвітчизників та побачити міру падіння людини та міру її піднесення. Вдивляючись в обличчя вбивць і гонителів, вкотре переконуєшся, що пошуком ворога та ненавистю, нічого доброго створити не можна ні в державі, ні в людському суспільстві під яким би гаслом це не відбувалося.Оригінальний текст (рос.) Это попытка прожить трагедию и испытания, которые легли на плечи наших соотечественников и увидеть меру падения человека и меру его вознесения. Вглядываясь в лица убийц и гонителей, в который раз убеждаешься, что поиском врага и ненавистью, ничего хорошего создать нельзя ни в государстве, ни в человеческом обществе под каким бы лозунгом это не происходило. |
| — Олексій Чекаль, «Дизайнер виставки про гоніння на Церкву: головне – ідея світла та вузького шляху до Царства Божого» [Iнтерв'ю, рос.], НЕСКУЧНЫЙ САД (Москва), 26 березня 2016 р. | |

Координацію та підготовку текстів екскурсій допомогли зробити історикиня ПСТГУ Лідія Олексіївна Головкова, доктор церковної історії протоієрей РПЦ Олександр Мазирін, український філософ Олександр Філоненко (див. відео виступу на форумі), протоієрей РПЦ Георгій Орєханов. Загальну координація здійснювали також Франческо Браскі, Павло Ермілов, Тізіана Гуальтьєрі (іт: Tiziana Gualtieri), Олена Маццола, Лев Семенов. Волонтерську допомогу надавали студенти ПСТГУ, Католицького університету Мілану (Università Cattolica di Milano) та Харківського державного університету.
На думку представника замовника, проректора ПСТГУ з міжнародної роботи протоієрея РПЦ Георгія Орєханова, саме на цій виставці вперше блискуче розкрився талант Олексія Чекаля, співпраця якого з Лідією Олексіївною Головковою принесла плідні результати. За тиждень виставку відвідали близько 15 тисяч осіб, у середньому по 2 тисячі осіб на день. Екскурсії проводили дві бригади студентів-волонтерів з ранку до пізнього вечора. Таким чином, на день — кілька десятків екскурсій, а у кожній екскурсійній групі — до 40 осіб. Студенти та викладачі практично працювали в безперервному режимі.
Постери, які були представлені на виставці, крім італійської, готувались і російською мовою для подальшого використання.
Див.також:
- Фотоальбом: La luce splende nelle tenebre. facebook.com. Meeting Rimini. 22 серпня 2013 р. Архів оригіналу за 4 листопада 2024.
- Чекаль, Олексій (26 березня 2016). Портфоліо виставки «LA LUCE SPLENDE NELLE TENEBRE». behance.net (англ.). Архів оригіналу за 17 листопада 2024.
- Портфоліо виставки «LA LUCE SPLENDE NELLE TENEBRE». panic.com.ua. Архів оригіналу за 16 вересня 2014.

##### Meeting Rimini–2015: виставка «Per me vivere è Cristo. Metropolita Antonij di Suroz» [«Життя для мене— Христос. МитрополитАнтоній Сурозький»]
У серпні 2015 року на міжнародному католицькому культурному фестивалі Rimini Meeting була представлена виставка, присвячена історії єпископа Російської православної церкви Митрополита Антонія Сурозького «Життя для мене — Христос» (італ.: «Metropolita Antonij Di Suroz. Per me vivere è Cristo»; рос.: «Жизнь для меня Христос»).
Дизайн експозиції, в якій поєднуються чорний (колір труднощів та випробувань повсякденності) та блакитний (сяйво Духа) кольору, розробив та здійснив Олексій Чекаль. Автор концепції виставки, український філософ Олександр Філоненко написав книгу-каталог (італійською), куди включив багато розгорнутих цитат з текстів єпископа.
Основна ідея виставки полягала в тому, щоб представити історію митрополита Антонія як історію поворотних зустрічей в його житті, і запропонувати глядачеві подивитися через цю призму на історію кожної людини.
Куратори виставки: Олександр Філоненко (Україна) — філософ, доцент ХНУ ім. Каразіна; Костянтин Сігов (Україна) — філософ, директор видавництва «Дух і Літера»; Дмитро Строцев (Білорусія) — поет, засновник видавництва «Виноград»; Франческо Браскі (Італія) — директор Фонду «Християнська Росія»; Адріано Дель'Аста (Італія) — професор Католицького Університету Св. Серця; Джованна Параввічіні (Італія) — аташе з питань культури Апостольської Нунціатури у Москві. 
Партнери проекту: Фонд Митрополита Антонія Сурозького (Лондон); Фонд «Духовна спадщина Митрополита Антонія Сурозького» (Москва); Фонд «Християнська Росія» (Бергамо, Італія).
Джованна Параввічіні (Італія) вважає «справжнім дивом» той факт, що «у такий конфліктний час, як сьогодні, виставка об'єднала людей із різних країн, міст та конфесій». До цього треба додати, що підготовкою експозиції займалися не лише «дорослі», а й групи студентів із Москви, Харкова, Києва, Мінська, Мілану та міст Італії. Також Чекаль розробив типографіку з елементами каліграфії та каталог до цієї виставки італійською мовою.
Виставка мала продовження. Її переклали російською мовою, спростили дизайн і на легких стендах стали возити парафіями, бібліотеками, виставковими залами. Вона побувала в різних містах України, Росії, Білорусі, в Москві та Петербурзі була показана по два рази, доїхала до Караганди, а в італійській та англійській версіях до Барі та Лондона з Оксфордом.
Див.також:
- Портфоліо виставки «Життя для мене — Христос». panic.com.ua. Архів оригіналу за 1 листопада 2016. Процитовано 4 Dec 2023.

##### Meeting Rimini–2019:   виставка «Ходити по водах»— оформлення виставки святої преподобномучениці Марії (Скобцової)
У серпні 2019 року на сороковому ювілейному фестивалі Rimini Meeting пройшла виставка про життя преподобномучениці матері Марії (Скобцової) під назвою — «Мати Марія: ходити по водах».
Усі численні цитати, фотографії та малюнки на виставці були об'єднані в єдине послання завдяки дизайну Олексія Чекала. Олексій також оформив виставку 2015 року про митрополита Антонія Сурозького, але між цими двома роботами є очевидний контраст. Виставка п'ятирічної давності була оформлена в блакитних та білих тонах, це була історія про складний, але рівний та прямий шлях у житті. Але у Мати Марії було інше життя та зовсім інше чернецтво. Нова виставка була побудована із зигзагів та поворотів, у ній переважали яскраві червоні та чорні кольори, написи були написані різким індустріальним шрифтом. При переході з однієї зали в іншу з'явилися обличчя сучасників Матері Марії – інших «вогняних» християн ХХ століття. Серед них німецький мученик Дітріх Бонхеффер та три постаті радикальної жіночої святості, визнані та невизнані: Сімона Вайль, Едіт Штайн та Дороті Дей. Спочатку планувалося, що їхні фотографії та цитати просто надрукують, але через технічні проблеми художнику та його команді довелося знайти рішення в останній момент. Тоді Лариса Чайка, дружина Олексія Чекала, звернулася до італійських студентів-волонтерів, і вони просто відтворили фарбою портрети, намальовані Ларисою для каталогу, а Олексій написав цитати від руки каліграфією.

#### Пересувні (мобільні) виставки в Європі та Росії у 2014—2023 роках, на основі експозицій Meeting Rimini
Для пересувних виставок, додатково до італійських, Чекаль підготував експозиції російською та англійською мовами. Покази мобільних варіантів (лише фотостенди, без артефактів), підготовлених Чекалем, відбулися в Італії, Україні, Росії та Великій Британії.

##### «LA LUCE SPLENDE NELLE TENEBRE» [«Світло в темряві світить»] у 2014-2019 рр.
Пересувна виставка «LA LUCE SPLENDE NELLE TENEBRE» [«Світло в темряві світить]» була рекомендована італійською єпископською конференцією для проведення в європейських містах.
- В 2014—2019 роках, за інформацією Італійської асоціації культурних центрів,  відбулося 9 пересувних виставок «LA LUCE SPLENDE NELLE TENEBRE» в муніципалітетах Італії — Мілан (Католицький університет Святого Серця — 2014, 2016), Севезо та Чернуско-суль-Навільйо (2015), Варезе та Лекко (2016), Крема та Болонья (2017), Лонато-дель-Гарда (2019).[152]
- В Росії пересувні виставки «Світло в темряві світить» демонструвались в локаціях:
  - Знам'янський кафедральний собор(інші мови) РПЦ м. Кемерова (2014, березень)[153]

##### «Per me vivere è Cristo. Metropolita Antonij di Suroz» [«Життя для мене— Христос. МитрополитАнтоній Сурозький»] у 2017-2023 рр.
Коли закінчився Мітинг у Ріміні (2015), було вирішено відправити виставку в подорож різними містами: у мобільному, зменшеному за масштабом варіанті вона побувала у Мінську, Гомелі, Гродно, Караганді та інших містах Росії і Білорусі. У листопаді 2018 у рамках міжнародної конференції «The Human Being a Paradox of Freedom» відбулись покази в Великій Британії. Дизайн мобільних стендів був розроблений Чекалем.
- 2017 (січень) у Культурному центрі «Покровські ворота» (м. Москва, Росія). На відкритті експозиції в Москві виступив автор тексту, розміщеного на стендах з фотографіями, і каталогу виставки професор з Харкова, академік Амвросіанської Академії (іт.: Academia Ambrosiana) (м.Мілан, Італія), філософ та богослов Олександр Філоненко, який спілкувався з митрополитом Антонієм у Лондоні. Він провів докладну екскурсію експозицією, візуальне рішення якої належить Олексію Чекалю.

- 2017 (квітень)  Гостомель, Білорусь[154][155]
- 2018:
  - (травень) виставка  відкрилася в Актовому залі Домового храму святої мучениці Татіани(інші мови) при Московському Університеті (рос.: Московский государственный университет, МГУ)[156][157]
  - (листопад)  Виставка в Лондоні[158]  та Оксфорді[159] (Велика Британія). (фотоальбом[160]). У рамках The London Encounter 2018 відбулася одноденна (03-11-2018) демонстрація виставки «Життя для мене — Христос. Митрополит Антоній Сурозький». А після цього, протягом тижня в грудні 2018, в Оксфорді, в будинку російської академічної спільноти [161][162].
  - (грудень) Одеса (Україна), Спасо-Преображенський кафедральний собор УПЦ МП (РПЦвУ)[163]

- 2020 (січень) Херсон, Церква Воздвиження Хреста Господнього УПЦ МП (РПЦвУ)[164]
- 2023
  - (серпень) —  виставка у  Свято-Троїцькому Данилівому монастирі(інші мови) (РПЦ) Переславль-Залєського (Ярославська обл., РФ) (рос. Переславль-Залесский),[165]
  - (жовтень) — виставка у Москві у рамках ювілейного «Року митрополита Антонія». Відбулася у Православному Свято-Тихонівському університеті (ПСТГУ, Москва) стала початком фестивалю «Місце зустрічі», який відбувся 12–15 жовтня у Москві як продовження Міжнародного фестивалю дружби між народами «Мітинг Ріміні» (Meeting Rimini).   Виставка відбулася за ініціативою Фонду «Духовна спадщина митрополита Антонія Сурозького» (м. Москва, Росія) до 20-річчя від дня його смерті. Співорганізатором став Культурний центр «Покровська брама» (м. Москва, Росія) (рос.: «Покровские ворота»). Президент Фонду Єгор Агафонов розповів про те, як був створений цей Фонд (він став «дочірнім» по відношенню до лондонського однойменного Фонду, який виник ще за життя митрополита Антонія для збирання та видання його проповідей та бесід. Агафонов повідомив, що як конференція, так і виставка у ПСТГУ — це лише частина заходів у рамках ювілейного «Року митрополита Антонія». Експозиція, за словами Агафонова, «генетично пов'язана з ПСТГУ». Він пояснив, що йдеться про давню співпрацю та дружбу цього православного вишу та «Мітинг Ріміні» (Meeting Rimini), де щороку проводилися, серед багатьох інших, «російські» виставки. Одну з них, присвячену новомученикам та сповідникам російським, готували співробітники та студенти ПСТГУ разом із італійськими друзями. Агафонов згадав, що ця виставка «стала одкровенням для європейської публіки», після чого виникла ідея створити для Ріміні експозицію, присвячену митрополиту Антонію. Тоді над цією виставкою працювали разом християни різних конфесій із Москви, Києва, Харкова, Мілана, Бергамо, Мінська: у процесі було створено «прекрасний загальний простір, який зараз розірвано».[166]   Олексій Чекаль плідно співпрацював з Фондом «Духовна спадщина митрополита Антонія Сурозького». Наприклад, крім оформлення виставок, Чекаль оформлював книги видавництва Фонду — «Порятунок світу» (2018)[167] та «Духовне життя» (2021)[168].

Влітку 2020 р. Олексій Чекаль закінчив дизайнерське оформлення російського перекладу книги Авріл Пайман «Митрополит Антоній Сурозький. Життя». За два роки, 27 квітня 2022 р. у Культурному центрі «Покровська брама» (рос.«Покровские ворота», Москва) відбулася презентація першого друку біографії митрополита.

##### Пересувні виставки «Ходити водою: життя і свідчення матері Марії (Скобцової), поета, художника, богослова, героїні Опору, преподобномучениці Марії Паризької (1891–1945)»
Мобільні виставки в Росії про життя і свідчення матері Марії (Скобцової) організовував Будинок російського зарубіжжя ім. Олександра Солженіцина (рос. Дом русского зарубежья, ДРЗ) (м. Москва, Росія) за підтримки Департамента культури м. Москви. Дизайнер - Олексій Чекаль.
Куратори: провідна наукова співробітниця ДРЗ, кандидатка філософських наук Н.В. Ліквінцева та доктор філософських наук, доцент Харківського національного університету О.С. Філоненко. Дизайнер пересувних виставок – О.Г. Чекаль.
- 2019 (листопад,) — виставка
- 2021 (жовтень) — виставка з 25 стендів авторства Олексія Чекаля у культурному центрі «Боголюбський» (м. Твер, Росія). На відкритті, куратор виставки, провідна наукова співробітниця ДРЗ Наталія Володимирівна Ліквінцева розповіла історію створення виставки, подякувала другому куратору О.С. Філоненку, доценту Харківського університету, і дизайнеру виставки Олексію Чекалю, завдяки таланту якого виставка набула неповторного запам'ятовування.[173]
- 2022 (квітень) — виставка у храмі Феодорівської ікони Божої Матері на згадку про 300-річчя Дому Романових (Феодорівський собор) Санкт-Петербурзької єпархії РПЦ (Росія).[174][175][176]
- 2025 (квітень) — у Православному Свято-Тихонівському університеті (ПСТГУ, Москва) відбулася виставка у межах заходів, присвячених матері Марії.[177]

Портфоліо виставки та відео.

### Вибрані групові виставки
- 2008 (Санкт-Петербург) та 2009 (Москва) роках Чекаль представляв свої роботи з каліграфії на I, II Міжнародній виставці каліграфії(інші мови)[36][37][38][39][40][41]. Твори зберігаються у Музеї світової каліграфії (Москва)(інші мови)[42].

- Международная триеннале плаката «4-й Блок», Московська міжнародна бієнале графічного дизайну «Золотая пчела» (Москва) https://www.goldenbee.org/ru/schedule.shtml/ Користувач:Shoykhet/Чернетка/едіторська
- 2015 (листопад) — виставка каліграфії та шрифтового дизайну «Українські літери»,  до Дня української писемності та мови (Київ).  У виставці взяли участь більше 20 каліграфів. В експозиції представлено каліграфічні роботи класиків та молодих майстрів — Василь Чебаник, Віталій Мітченко, Вероніка Чебаник, Олексій Чекаль, Кирило Ткачов, Вікторія та Віталіна Лопухіни, Олександр та Наталя Ком'яхови, Олена Мишанська, Дада Александрова. Проходила в Галереї мистецтв ім. О. Замостян Національного університету Києво-Могилянська академія та студентському коворкінгу «Білий Простір». Також відвідувачі ознайомилися зі шрифтовими роботами українських дизайнерів літер — Геннадія Заречнюка, Андрія Шевченка, Дмитра Растворцева, Дмитра Яринича, Андрія Константинова. Співорганізатором виставки виступила Школа каліграфії «Арт і Я».[180][181]
- 2016, 2019, 2023 — «Простір літер», міжнародний фестиваль каліграфії та дизайну у Луцьку.[182][183][184]
- 2017 (травень) — «Символи слов'янського листа та слов'янської культури» — виставка в Казанський кафедральний собор (Санкт-Петербург, Росія). Виставка присвячена дню пам'яті творців слов'янської абетки братів Кирила та Мефодія. На виставкових стендах фрагментарно розповідається про творців і про витоки слов'янської писемності, про її вплив на російську культуру, представлені ілюстрації, що знайомлять з процесом становлення писемності та книжності на Росії.[185]
- 2017, 2018 (травень-червень)) — «Живий шрифт», виставка каліграфії в рамках фестивалю «Книжковий Арсенал» (м. Київ).[186]

### Вибрані персональні виставки
- 2014 (грудень) — «Літери і Звуки», виставка робіт (Харків)[187]
- 2022 (травень) — «Літери-Сенси» (галерея «Пори року», Львів)[188]
- 2022 (жовтень) — «Шрифтова графіка», «Типографіка» — шрифтові роботи Олексія Чекаля на виставці «На хвилі дизайну: 60 років Харківській вищій школі дизайну» в Національному музеї ім. Андрея Шептицького (Львів).[189]

#### Музей книги і друкарства України
- 2022 (грудень/cічень 2023) — «Літери і Сенси». На виставці представлені шрифтові композиції автора, виконані в різних стилях та писемних традиціях — плакати із українським скорописом, латинським, арабським, кириличним письмом.[55]

- 2023 (грудень) — «Погляд за обрій: книжковий та сакральний дизайн Олексія Чекаля». Представлені обкладинки чи цілісне книжкове оформлення Чекаля для видань різних видавництв (Дух і Літера, Видавець Олександр Савчук, Società Editrice Fiorentina(інші мови) (Італія), Georgias press, Родовід та інші).[44]
- 2024 (травень) — «The Crossroads of Typography, Calligraphy and Experimental Printing, or the Path Between the Rocks». Виставку представила директорка Музею книги і друкарства України Валентина Бочковська.[190]

### Перформанси

#### 2015, «Labirinto di Dante»— каліграфічний перформанс Олексія Чекаля на тему Божественної комедії Данте (Пратовеккьо, Італія)
Протягом години на білій стрічці паперу, розстеленій на площі перед монастирем, розгорталася каліграфічна драма.
У серпні 2015 року у трьох маленьких містечках Італії (безпосередньо пов'язаних з ім'ям Данте — Пратовеккьо, Поппі та Стіа) відбувалась виставка на честь 750-річчя від дня народження Данте — плакатна виставка «Данте. Знову побачити зірки» в рамках міжнародного дизайнерського фестивалю «Перехід до пекла» (італ: Passaggio Dall' Inferno). Цей фестиваль належить до колекції Міжнародної трієнале екоплакату «4 БЛОК» (проходила з 15 по 30 квітня 2015 року в Харкові), а тема «Данте. Знову побачити зірки» була конкурсною номінацією Московської міжнародної бієнале графічного дизайну «Golden Bee-12» (2016, Москва, Росія). 
«Данте. Знову побачити зірки» — це ініціатива, спрямована на вшанування Божественної комедії (італ. la Divina Commedia) через роботи десятків художників із 20 країн світу. Червоною ниткою та джерелом ідеї є плакати, які брали участь у Тріенале . 
На відкритті виставки в Пратовеккіо, були присутні Ніколо Калері, мер Пратовеккьо-Стія, Андрій Амлінський, директор, промоутер виставки, Олег Векленко, художник і графік, творець і президент Міжнародної трієнале екологічного маніфесту «4-й блок», Сергій Сєров, куратор виставки та президент Міжнародної бієнале графічного дизайну в Москві «Золота бджола», Ріккардо Старнотті — президент Асоціації друзів Данте в Казентіно та Олексій Чекаль.
- Безпосередньо перформанс каліграфа відбувся 27 серпня 2015 р. у м. Пратовеккьо (Італія) — протягом години на білій стрічці паперу, розстеленій на площі перед монастирем, розгорталася каліграфічна драма — з одного боку з'являлися смертні гріхи, згадані Данте в «Аду», а з іншого — чесноти, що згадуються в «Раю»[195]. Після закінчення стрічка перетворилася на образ лабіринту нашого життя, в якому щодня доводиться робити вибір між тим та іншим.[3][196]

## Художнє оформлення книг (Книжковий дизайн)
Серед творчих доробків Чекаля — художне оформлення книг для видавництв з України, Росії, Італії. Серед них — обкладинки книг для Видавця Олександр Савчук (м. Харків), Дух і Літера, Società Editrice Fiorentina (Італія), Gorgias Press (США), Родовід та інші.
Див.також:
- Приклади робіт у портфоліо Чекаля[198]

## Вибрані лекції, майстер-класи, семінари
2010:
- червень — «Каліграфічний логотип» (рос.), [майстер-клас], (Київ)[199]
- листопад — «Монограми в сфрагістиці та нумізматиці чи таємничий світ молівдовула» [лекція], фестиваль каліграфії та типографії «Рутенія», (Київ) [200]

2013, травень — «Витоки кирилиці: візантійський унціал та слов'янський устав» [лекція культурно-мистецького проекту «Кирилівські читання» у рамках Книжкового Арсеналу]
2015:
- (30 березня — 03 квітня) — «Базiс каліграфічного мислення. Історія і філософія письма. Теорія та практика» [семінар, рос.], Російська Академія Мистецтв у Флоренції (Італія)[31]
- травень — «Миры Меркатора или картографическая каллиграфия» [201], [майстер-клас], (Мінськ)
- грудень — «Битва между кляксами и буквами (очерк современной каллиграфии)», зимовий інтенсив (рос.) у Празькій школі дизайну[202],  [майстер-клас], (Прага, Чехія)

2017:
- 17 квітень — Олексій Чекаль про літери[203], [лекція], студія каліграфії «Арт і Я» (Київ)

- червень — «Итальянская средневековая эпиграфика»[204][205] [майстер-клас], (Мінськ)
- грудень — «Каллиграфия для этикетки вина»[206][205] [майстер-клас], (Мінськ).

2018 (20 — 21квітня) — участь у конференції з типографії «KIRJAK 2018» в Естонії (Таллінн):
- лекція «Каліграфічні арабески від середньовіччя до футуризму»[207],
- майстер-клас «Італійська епіграфіка, або навіщо сучасному дизайнеру середньовічні типи?» (Знайомство з монументальною протоготикою за італійськими написами та створення логотипу для проекту музею)[208].

2019 (26 травня) — «Грецька каліграфія», [майстер-клас], студія каліграфії «Арт і Я» (Київ)
2020 (20 — 31 січня) — «Каліграфія та графічний дизайн», [семінар], Російська Академія Мистецтв у Флоренції (Італія) .
2024 (22 листопада) — «ІКОНОГРАФІЯ ЄВАНГЕЛІСТІВ В СОФІЇ КИЇВСЬКИЙ ТА КАЛІГРАФІЧНА КУЛЬТУРА ВІЗАНТІЇ», [доповідь], Міжнародна наукова конференція «30 РОКІВ КАФЕДРІ РЕСТАВРАЦІЇ ТА ЕКСПЕРТИЗИ ТВОРІВ МИСТЕЦТВА»: Харківська державна академія дизайну і мистецтв

### Відео-лекції
2012 (21.11) — Москва | СЕРЕБРО НАБОРА 2012 | Росчерки: история, классификация, правила построения, применение (рос.) на YouTube
2020 (30/07) «Устриці Джонатана Свіфта та золотий жук Бальтазара або повернення до тактильного, душевного та дивного в дизайні» на сайті Vimeo
2020 (27.08) — Естетика сакрального між традицією і несмаком (рос.) на YouTube
2022 (27.05) — Лекція про виникнення кириличної писемності (укр.) на YouTube
2022 (17.09) — Мистецтво каліграфії (рос.) на YouTube
2023 (16.12) — Діалоги PRO. Гість: Олексій Чекаль. Тема: «Символи життя у війні» (укр.) на YouTube
2024 (03.05) — Шрифтове мислення Якова Гніздовського (укр.) на YouTube

## Громадянська позиція— підтримані заяви та меморандуми
Олексій Чекаль надихається життєвим прикладом українського філософа Григорія Сковороди — вивчає та пише статті про почерк мандрівного філософа, який бере його за основу для своїх чисельних робіт. Часто вдягає одяг зі стилізованим написом відомого афоризму Сковороди — «Світ ловив мене, але не впіймав…» та цитує інші вислови філософа.
| | Художники можуть порозумітися швидше, ніж теологи, тому що мова краси є більш зрозумілою для всіх. Я це називаю «кардіодизайном» в контексті «філософії серця» Сковороди. |
| — Олексій Чекаль, Естетика графічного спротиву та шрифт на службі національної й релігійної ідентичності, [інтерв'ю] 14 червня 2024 | |

### ПідтримкабудівництваДесятинного храмуУПЦ МПу Києві у 2015—2016рр.
З 30 вересня по 4 жовтня 2015 р. в Монреале (Сицилія) проходила конференція «XXI Лабораторія церковних мистецтв», організована асоціацією «Іль Бальо» (L'associazione «Il Baglio», Палермо) та співдружністю «Артос» (Росія), у якій брали участь художники, архітектори, дизайнери, вітражисти, фотографи, мистецтвознавці. Об'єднану делегацію з Росії та України очолював єпископ Обухівський Іона (архієрей УПЦ МП, голова Синодального відділу у справах молоді).
Учасників конференції вітали голова Відділу зовнішніх церковних зв'язків Московського патріархату митрополит Волоколамський Іларіон (листом), архієпископ Монреале
Мікеле Пеннізі, голова асоціації «Іль Бальо» Калоджеро Дзупардо, мер Монреале П'єро Капіцці, генконсул Росії на Сицилії Михайло Коломбет, секретар співдружності «Артос» Сергій Чапнін. Олексій Чекаль зробив доповідь про роботу з різномовними шрифтами та про дизайнерське оформлення книг.
У завершальний день роботи форуму єпископ Іона та черниця Олена (Кругляк) представили проект відновлення Десятинної церкви у Києві. Учасники Лабораторії прийняли спільну заяву про підтримку цього проекту.

#### Заява про підтримку проєкту РПЦвУ по «відродженню» Десятинного храму (2015).
У заяві XXI Лабораторії церковних мистецтв йдеться: «Ми підтримуємо представлений комплексний проект музеєфікації археологічних залишків Десятинного храму та відродження на цьому святому місці літургійного життя. Вважаємо, що підхід авторів проекту до вирішення складних проблем, що постають перед ними, відповідає всім сучасним критеріям, є не тільки науково обґрунтованим, а й надихаючим. Ми вдячні авторам представленого проекту за їхню творчу сміливість, поєднану з глибоким професійним опрацюванням. Ми закликаємо провести широке міжнародне обговорення цього проекту, щоб допомогти його ініціаторам втілити свої задуми у життя на найвищому рівні. Ми віримо, що наша спільна робота над відновленням спільної спадщини Християнської Європи допоможе принести мир на землі, які сьогодні страждають від поділів і конфліктів».

### Меморандум за підсумками виставкиіконописів«СвятінерозділеноїЦеркви» (10 січня 2018р., м. Мінськ) про вшануваннясвятих, єдність, перспективу діалогу православних та католиків.
На виставці у Національному художньому музеї Республіки Білорусь, було представлено 120 творів (ікон), написаних у 2016—2017 роках. Учасниками виставки стали майстри та молоді художники з 15 країн. Всі вони надихалися спільним творчим завданням: написати ікони святих, що просіяли в країнах сучасної Західної Європи в перше тисячоліття після виникнення християнства — до поділу Церков Східного та Західного християнства. Підписанти Меморандуму вважають, що вшанування цих святих стало посвідченням того, що Росія з її вірою та культурою є невід'ємною частиною християнської європейської цивілізації. Виставковий проєкт «Святі нерозділеної Церкви» започаткований співдружністтю «Артос» (м. Москва, Росія) та мав на меті розвиток культурного обміну між християнськими громадами європейських країн та Росії.

### Заява ініціативної групи мережі Відкритого Православ'я (23 серпня 2018р., м. Київ) про підтримкуТомосудля ПЦУ.
У Києві 20-23 серпня 2018 р. зібралися учасники «Мережі Відкритого Православ'я» (Україна) на Круглий стіл «Якою бути Православній Церкві України» та сформували спільну Заяву. Серед її головних тез — підтримка надання Томосу про автокефалію Православної Церкви України, заклик до об'єднавчого Соборного процесу та пропозиція мирного співіснування, співпраці і співслужіння (замість розриву відносин і війни юрисдикцій).

### Висловлювання в інтерв'ю
|                                                                        | С духовной точки зрения искусство не может быть нейтральным, в любом случае оно несет в себе ту или иную духовность или мировоззрение. |
| — Чекаль А.Г., Шрифт в иконе и иконичный текст, [текст], Харьков, 2003 | |

 На питання в інтерв'ю на Радіо «ВЕРА» (Росія) 29.06.2016  про «складнощі представлення тут українських культурних заходів, у зв'язку з такою непростою обстановкою  (війною?)», Чекаль зауважив:
| | — Я так розумію, що люди просто стали значно менше їздити один до одного.Оригінальний текст (рос.) — Я так понимаю, что люди просто стали значительно меньше ездить друг к другу. |
| — інтерв'ю для Радіо «Вера» (Росія), «Каллиграфия в церковном искусстве». Светлый вечер с Алексеем Чекалем (29.06.2016) | |

Відповідь на питання в інтерв'ю 2020 року про незгоду з тезою «мистецтво поза політикою», як очевидну:
| | ... Ані художник, ані церква, ані вчений не можуть мовчати, коли відбувається злочин або конфлікт. Як я можу ставитись до того факту, що до церкви в Слов’янську, куди я на Великдень у дитинстві ходив із бабусею, священник впускає полковника ФСБ Гіркіна зі зброєю і допомагає захоплювати моє місто? Або як я можу реагувати, коли крадіжку називають «восстановление исторической справедливости», або в молитві за «мир» пряму агресію іменують «громадянським конфліктом»? Відповідь очевидна. |
| — Олексій Чекаль, «Автор логотипу ПЦУ Чекаль про проєкт для правнучки Мони Лізи, «хіпі» в каліграфії і про те, що не так з гривнею», [інтерв'ю], Радіо Свобода 23 лютого 2020 | |

Співпрацю з росіянами в період до 2023 року Олексій Чекаль пояснив в інтерв'ю для Релігійно-інформаційної служби України (травень 2022) та у своїй статті (2025 р.) в часописі «Церква і Суспільство» Інституту Церкви і суспільства Київської православної богословської академії:
| | Я теж мав певні ілюзії колись з приводу російської культури та історії. Але в дитинстві ми з батьками часто бували в гостях у в'язня сталінських таборів Петра Буїнцева, який просидів з українськими політв'язнями 25 років. Його розповіді про морок червоної диктатури назавжди дав мені щеплення від російської брехні. |
| — Олексій Чекаль, Бог існує там, де того хоче. Напевно, донедавна був у підвалах Азовсталі, [інтерв'ю], 26.05.2022, РІСУ - Релігійно-інформаційна служба України, веб-архів статті | |

| | Неофітські помилки співпраці в юності з церковними організаціями екзотеричного московитсько-лицемірського штибу стали гарною підмогою для того, щоб не ходити більше в той бік і усвідомити в чому різниця та, як рухатися в середині українсько-грецькій традиції. |
| — Олексій Чекаль, Український сакральний дизайн: пошук візуальної ідентичності ПЦУ через теоестетику, шрифти та мультикультурні впливи, [стаття] часопис «Церква і Суспільство» № 1(9) 2025 | |

## Публікації, інтерв'ю
«Багатомовний художник-каліграф України Олексій Чекаль, інтерв'ю Марини Ґрейсен-Фаррелл» (en.) [Марина Ґрейсен-Фаррелл, Олексій Чекаль | червень 2022 | MultiLingual Media]

#### Інтерв'ю з України
1. «Збереження культури: як працює шрифт — дизайнер і каліграф Олексій Чекаль» ["Накипіло з Філіппом Диканем" | 16 січ. 2025 | Радіо «Накипіло»].[219]
2. «Естетика графічного спротиву та шрифт на службі національної й релігійної ідентичності» [Ольга Мар'ян, Олексій Чекаль | 14.06.2024 | РІСУ — Релігійно-інформаційна служба України].[220]
3. «Бог існує там, де того хоче. Напевно, донедавна був у підвалах Азовсталі» [Надія Тисячна, Олексій Чекаль | 26.05.2022 | РІСУ — Релігійно-інформаційна служба України].[5]
4. «Про дизайн та дизайнерів» [Інтерв'ю для фестивалю HADED 2021 |13 вересня 2021 | CASES].[25]
5. «Автор логотипу ПЦУ Чекаль про проєкт для правнучки Мони Лізи, „хіпі“ в каліграфії і про те, що не так з гривнею» [Ярослава Трегубова, Олексій Чекаль | 23 лютого 2020 | Радіо Свобода].[56]
6. «Алексей Чекаль рассказывает о своей школе каллиграфии» [інтерв'ю для журналу Clash | 12 вересня 2012 | Каліграфічний хаб].[23]

#### Інтерв'ю з Росії (рос.)
1. «Каллиграфия в церковном искусстве. Светлый вечер с Алексеем Чекалем» (рос.) [Артем Левченко, Алексей Чекаль | 29.06.2016 р.][24]
2. «Каллиграфия в Церкви, или О битве со смыслами, управлении словами и восхвалении имени Божьего» (рос.) [Максим Злотников, Алексей Чекаль | 22.01.2016 р.][3]
3. «Дизайнер выставки о гонениях на Церковь: главное — идея света и узкого пути в Царствие Божие» (рос.) [Алексей Чекаль | 02.09.2013 р.][4]

## Відзнаки та важливі роботи
Своїм найбільш важливим досягненням вважає створення художнього стилю (графічного образу та шрифтів) для Православної Церкви України (2019), зокрема знаменитого «хреста ПЦУ», який став фактично символом об'єднаної української Церкви.
Логотип для української православної церкви характеризується комплексністю й виваженістю деталей. Побудова шрифту на основі графіті з Софії Київської демонструє глибокий зв'язок із культурною спадщиною та історією. Багатошаровий підхід О. Чекаля до графічного дизайну виявляється в кожному аспекті проєкту, включаючи барокові елементи, грецьке монументальне письмо та в'язь. Важливим аспектом проєкту є не лише технічна майстерність, але й глибокий змістовний аналіз. Образ Софії Оранти як символу заступництва Божої Матері за Україну вдало вплітається в структуру квітучого хреста, вирізняючись не лише естетично, але й духовно. Автор використовує рівнокінцевий хрест з чотирма короткими зарубками по краях, що не лише є геральдичною фігурою, але й символізує торжество християнства над язичництвом. Майстер поєднує історичні графеми, подібні до уставу, додаючи їм більше плавності та заокругленості, використовує круги як додаткові декоративні елементи літер «О» та «Є». Також виділяється використання елементів українського скоропису, зокрема в нижніх перетинках літери «Д» та продовженні літери «Б». Автор прагнув створити не просто графічний продукт, але «книгу-сад», що стає своєрідним прототипом райського саду. Він вдало поєднав елементи із візантійської та української традицій, намагаючись підкреслити українські риси та відмежувати графічний дизайн України від російського, щоб створити естетичну єдність із змістом. Цей проєкт вирізняється не лише технічною та художньою вправністю, але й глибоким розумінням культурних і релігійних аспектів, зумовлюючи його значущість у відтворенні та утриманні української ідентичності.

### Портфоліо робіт Олексія Чекаля:
- behance.net/PaLaMa
- dribbble.com/oleksiychekal

### Соціальні мережі:
- oleksiy_chekal  у соцмережі «Instagram»
- oleksiy.chekal у соцмережі «Facebook»